# 太田博光
太田 博光（おおた ひろみつ）は、日本の男性アニメーター、キャラクターデザイナー、アニメーション演出家である。

## 略歴
交際していた女性がアニメーションの「仕上げ」のアルバイトをしていたために、本人も興味本位で仕上げの仕事を始める。その後、彩色前の動画に魅力を感じ、プロダクションに動画作業への配置転換を直訴する。課題で出された「馬の走り」の原画を難なく割ったために、改めて動画スタッフとして採用された。
原画に昇格後、グリーンボックスに移籍。当時、同スタジオに所属していた、村中博美、なかむらたかし、等の仕事に感銘を受ける。台湾への海外発注での現地原画スタッフの指導を兼ねた出向において、作画監督のクレジットを得る。
帰国後、元請け前のAICに参加し、外注としてAIC受け『モスピーダ』等のテレビアニメーションの原画で活躍。AICが自社でOVA製作を開始すると、合作『サンダーキャッツ』で仕事をともにしていた演出家・長谷川康雄からの指名でOVA黎明期の主要作品でメイン原画マンを務めた（『ウォナビーズ』作画監督の担当予定はアニメ雑誌で発表されるも諸々の事情により原画担当に留まる）。
ナック作品に参加したさいの制作担当者から請われる形で、新興のアニメーション製作会社・アウベックにフリーランスとして籍を置き、元請け、外注作品を含め多くのアウベック作品に参加。OVA『アルテア』、劇場『逆襲のシャア』の仕事もアウベック受けでので原画参加である。アウベック製作のOVA『ぬ〜ぼ〜 消えたメダル』で監督・脚本・キャラクターデザインの3役を務め、これが初監督、初キャラクターデザイン作となる。同時期に『ハローキティ』の劇場アニメの作画監督も手がけ、メカもの、美少女ものといった所謂マニア向け作品から、児童向けアニメへの趣向が顕著になっていく。
アウベック倒産の前後、スタジオマリーンに移籍し、『あしたへフリーキック』に参加。作画から演出へと仕事のフィールドを移し、マリーン解散後は、亡くなる2002年までフリーの演出家として、数多くの作品の各話演出・絵コンテで活躍した。

## 参加作品

### テレビアニメ
1970年代
- まんが日本絵巻（1978年、ワールドテレビジョン） 動画
- 一球さん（1978年、日本アニメーション、シンエイ動画） 動画
- 科学忍者隊ガッチャマンII（1978年 - 1979年、タツノコプロ） 動画
- ザンボット3（1977年 - 1978年、日本サンライズ） 原画
- ザ☆ウルトラマン（1979年 - 1980年、円谷プロ、日本サンライズ） 原画
- 闘士ゴーディアン（1979年 - 1981年、タツノコプロ） 原画

1980年代
- 百獣王ゴライオン（1981年 - 1982年、東映） 作画監督
- おちゃめ神物語 コロコロポロン（1982年 - 1983年、国際映画社） 原画
- 一ッ星家のウルトラ婆さん（1982年 - 1983年、ナック、シャフト） 原画
- 機甲創世記モスピーダ（1983年 - 1984年、タツノコプロ、アニメフレンド） 原画
- アタッカーYOU!（1984年、ナック、シャフト） 原画
- ガラスの仮面（1984年、エイケン） 原画
- ルパン三世 （1984年 - 1985年、東京ムービー新社） 原画
- サンダーキャッツ（英語版）（1985年 - 1988年、トップクラフト、パック、TV(合作)） 原画
- マシンロボ クロノスの大逆襲（1986年、葦プロ） 作画監督（共同）
- コップス (アニメ)（英語版）（1988年、DIC Animation、TV(合作)） 作画監督

1990年代
- つる姫じゃーっ!（1990年、アウベック） 演出・絵コンテ・作画監督
- ハローエスカルゴ島（1991年、クリエイト・エム） 監督（神田武幸と共同）
- ハイスクールミステリー学園七不思議（1991年 - 1992年、スタジオコメット） 絵コンテ
- アニメひみつの花園（1991年 - 1992年、アウベック） 絵コンテ
- あしたへフリーキック（1992年、葦プロ、スタジオマリーン） 演出・絵コンテ
- モンタナ・ジョーンズ（1994年、スタジオジュニオ） 演出・絵コンテ
- クマのプー太郎（1995年、スタジオ・ディーン） 絵コンテ
- エルフを狩るモノたちII（1997年、グループ・タック） 演出・絵コンテ
- ケロケロちゃいむ（1997年、スタジオコメット） 演出
- マッハGoGoGo（1997年、タツノコプロ） 絵コンテ
- アンドロイド・アナ MAICO 2010（1998年、グループ・タック、あにまる屋） 演出・絵コンテ
- デビルマンレディー（1998年 - 1999年、キョクイチ東京ムービー） 演出
- キョロちゃん (アニメ)（1999年 - 2001年、グループ・タック） 演出・絵コンテ
- Bビーダマン爆外伝V（1999年、マッドハウス） 絵コンテ
- イッパツ危機娘（1999年、グループ・タック） 演出

2000年代
- モンスターファーム～伝説への道～（2000年、トムス・エンタテインメント） レイアウト
- 超GALS! 寿蘭（2001年 - 2002年、ぴえろ） 絵コンテ
- バビル2世（2001年、東映） 演出
- 仰天人間バトシーラー（2001年 - 2002年、グループ・タック） 演出・絵コンテ
- それいけ!アンパンマン（2002年、トムス・エンタテインメント） 演出
- スパイラル ～推理の絆～（2002年 - 2003年、J.C.STAFF） 演出

### 劇場アニメ
1980年代
- 綿の国星（1984年、虫プロ） 原画
- 機動戦士ガンダム 逆襲のシャア（1988年、サンライズ） 原画
- ハローキティのシンデレラ（1989年、サンリオ、グルーパープロ、アウベック） 作画監督

1990年代
- ハローキティのおやゆびひめ（1990年、サンリオ、グルーパープロ、アウベック） 作画監督（共同）

### OVA
1980年代
- メガゾーン23（1985年、AIC、アートランド、アートミック） 原画
- 夢次元ハンター ファンドラ Part.1 レム・ファイト編 （1985年、ヒロメディア、カナメプロ） 原画
- メガゾーン23 PART II 秘密く・だ・さ・い（1986年、AIC、アートランド、アートミック） 原画
- 超時空ロマネスク SAMY MISSING・99（1986年、サイエンタープライズ、アウベック） 原画
- ウォナビーズ（1986年、アートミック、AIC） 原画
- 大魔獣激闘 鋼の鬼（1987年、徳間書店、AIC） 原画
- Good Morningアルテア（1987年、ムービック、ネットワーク、スタジオシグナル） 原画
- ビデオえほん館 日本おとぎばなし（1988年、大陸書房、アウベック） 原画
- ミニ四ソルジャーRin!（1989年、大陸書房、アウベック） 作画監督

1990年代
- ぬ〜ぼ〜 消えたメダル（1990年、東芝ENI、アウベック） 監督・脚本・絵コンテ・キャラクターデザイン
- オンナ大好きっ!! どチンピラ アニメ・バージョン（1993年、日本ソフトシステム、スタジオ旗艦） 監督・絵コンテ
- 新・エンジェル（1994年、ピンク・パイナップル、Triple X、リップルフィルム） 監督　※R指定
- あっぱれ! 桃太郎の交通安全（1995年、ポプラ社、ジャパンホームビデオ、アニメーション画房 わ組） 監督（表記は演出）
- ルールマンの交通安全（1998年、ジャパンホームビデオ、アニメーション画房 わ組） 監督（表記は演出）
- 冬休みだ。全員集合!（1998年、ジャパンホームビデオ、アニメーション画房 わ組） 監督（表記は演出）

### PV
1980年代
- ピッカピカ音楽館（1987年10月19日 - 1989年3月、アウベック）　原画（ノンクレジット）